# 布迪謝 (茲韋尼霍羅德卡區)
49°11′40″N 31°1′48″E / 49.19444°N 31.03000°E
布迪謝（烏克蘭語：Будище）是位於烏克蘭中部的村莊，由切爾卡瑟州茲韋尼霍羅德卡區的舍夫琴科韋市鎮負責管轄。該村始建於1630年，面積1.72平方公里，海拔高度225米，2001年人口711人，人口密度每平方公里414.6人。